# Magnetosoma

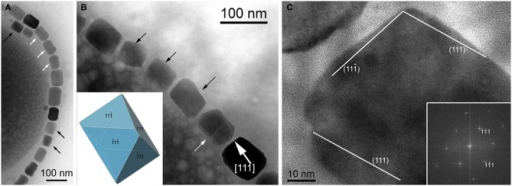
Magnetosomes de magnetita en ceps SS-5 de Gammaproteobacteri. (A) Cadena de magnetosomes d'alta elongació. (B) Part d'una cadena de magnetosomes. (C) El magnetosoma del cantó dret-inferior en (B), vist al llarg de la direcció, amb la seva transformada de Fourier a la banda dreta-baixa.[[Magnetosoma#cite%20note-1|[1]]][[Magnetosoma#cite%20note-1|[1]]][[Magnetosoma#cite%20note-1|[1]]]

Els magnetosomes són estructures membranoses presents en bacteris magnetotàctics (MTB). Contenen partícules magnètiques riques en ferro que es troben incloses dins d'una membrana bicapa lipídica. Cada magnetosoma sovint pot contenir entre 15 i 20 cristalls de magnetita que formen una cadena que actua com una agulla de brúixola per orientar els bacteris magnetotàctics en camps geomagnètics, simplificant així la cerca dels seus ambients microaeròfils preferits. Investigacions recents han demostrat que els magnetosomes són invaginacions de la membrana interna i no vesícules independents. També s'han trobat magnetosomes portadors de magnetita en algues magnetotàxiques eucariotes, amb cadascuna de les cèl·lules que conté diversos milers de cristalls.
En general, els cristalls de magnetosoma tenen alta puresa química, rangs de mida estreta, morfologies de cristalls específics per espècies i presenten disposicions específiques dins de la cèl·lula. Aquestes característiques indiquen que la formació de magnetosomes està sota control biològic precís i està mediatitzada per biomineralització. Els bacteris magnetotàctics solen mineralitzar els magnetosomes d'òxid de ferro, que contenen cristalls de magnetita (Fe₃O₄), o magnetosomes de sulfur de ferro, que contenen cristalls de greigita (Fe₃S₄). Alguns altres minerals de sulfur de ferro també han estat identificats en magnetosomes de sulfur de ferro, inclòs la mackinawita (FeS tetragonal) i un FeS cúbic, que es creu que són els precursors de Fe₃S₄. Es coneix que un tipus de bacteri magnetotàctic present a la zona de transició òxica-anòxica (OATZ) de la conca sud de l'estuari del riu Pettaquamscutt, Narragansett, Rhode Island, als Estats Units produeix tant òxid de ferro com magnetosomes de sulfur de ferro.

## Funcionament
Els bacteris magnetotàctics són procariots molt variats, mòbils i diversos, que biomineralitzen un orgànul únic anomenat magnetosoma. Un magnetosoma consisteix en un cristall de nano-mida d'un mineral magnètic de ferro, que està envoltat per una membrana de bicapa lipídica. A les cèl·lules de la majoria de bacteris magnetotàctics, els magnetosomes s'organitzen com a cadenes ben ordenades. La cadena de magnetosomes fa que la cèl·lula es comporti com una agulla mòbil de brúixola en la qual la cèl·lula s'alinea i neda paral·lelament a les línies de camp magnètic.
El moment dipolar magnètic de la cèl·lula és prou gran perquè la seva interacció amb el camp magnètic terrestre supera les forces tèrmiques que tendeixen a randomitzar l'orientació de la cèl·lula en el seu entorn [aquós]. Els bacteris magnetotàctics també fan servir aerotaxi. L'aerotàxia és una resposta als canvis de concentració d'oxigen que afavoriran la natació cap a una zona d'òptima concentració d'oxigen. La concentració d'oxigen dels llacs o oceans depèn generalment de la profunditat. Si el camp magnètic de la Terra té una inclinació descendent significativa, l'orientació de les línies de camp ajuda a la cerca de la concentració òptima. Aquest procés s'anomena magneto-aerotaxi.